# Verde Veronese
El verde Veronese, también llamado verde Veronés, verde Paolo Veronese o simplemente Veronese, es un color verde usado principalmente en pintura artística y está relacionado con el pigmento utilizado por el pintor Paolo Veronese. No debe confundirse con el pigmento moderno verde veronés o con el verde de Verona. El Veronese puede definirse como un pigmento de color verde esmeralda y su composición en general ha variado a lo largo de la historia. Específicamente se trata del color de las pinturas que se comercializan con este nombre, ya que en ciertos casos reemplaza al pigmento verde de Schweinfurt, el cual ya no se fabrica.
A lo largo de la historia, se ha denominado indistintamente verde Veronese o verde veronés a diferentes coloraciones verdosas y pigmentos cuya composición se relaciona al acetato de cobre (verdete), arsenato de cobre (verde de Scheele), acetoarsenito de cobre (Verde de Schweinfurt), tierra verde (verde de Verona), resina de cobre (verde Paolo Veronese), óxido de cromo (verde de cromo), óxido de cromo hidratado (viridián) y una mezcla de pigmentos sintéticos (verde veronés).

## Historia

### Verde de acetato de cobre
La historia del verdete o cardenillo comienza en la antigüedad clásica, basado en acetatos de cobre y que se elaboraba introduciendo chapas de cobre en vinagre.
El verde Veronese está relacionado por su aspecto —mas no en composición— con los pigmentos verdes de acetato de cobre. Los pigmentos a base de acetato de cobre se usaron hasta el siglo XVII con variaciones en su composición y preparación.

### Verde Paolo Veronese
Se atribuye al verde Paolo Veronese o verde Paolo Veronés, como un color esmeralda usado por el pintor veronés Paolo Caliari (1528 - 1588). Sin embargo, este verde no era realmente un color, sino una técnica. Esta técnica provenía del siglo XIV, como lo demuestran las pruebas microscópicas en pinturas de la época; y consistía en que sobre un lienzo o pared de yeso se imprime una primera capa de blanco de plomo, luego una segunda capa de una mezcla verdosa (mezcla de verdete con blanco de plomo y con amarillo de plomo y estaño) y como capa superficial una resina de cobre que es de color verde esmeralda. La resina de cobre era una mezcla genérica de sales verdes de cobre, trementina de Venecia y cera.

### Verde de Schweinfurt y de Scheele
En 1800, en Viena, se presentó el verde de Schweinfurt, un nuevo pigmento verde desarrollado con la intención de mejorar el verde de Scheele, un pigmento de arseniato de cobre descubierto en 1775. El verde de Schweinfurt era un acetoarseniato de cobre que se obtenía precipitando el verdete con arsénico y posteriormente tratándolo con ácidos antes de lavarlo, pulverizarlo y secarlo. Desde 1814 se fabricó industrialmente en Schweinfurt, Alemania. Como tenía buena resistencia a la luz y daba un color intenso y raro, tuvo un gran éxito, utilizándoselo para pintar, para teñir telas y para estampar empapelados. Sin embargo, hacia 1880 su uso comenzó a prohibirse o restringirse debido a que era sumamente tóxico.

### Verde de Verona

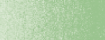
La «tierra verde del Veronés» da un color más amarillento que el verde Veronés

El verde de Verona es la tierra verde, llamada también «tierra verde de Verona», tierra verde del Veronés, tierra de Bohemia o tierra verde de Chipre, y es un pigmento de tierra natural usado desde la antigüedad. Se usó en frescos medievales y en general se compone de una mezcla de hidrosilicatos de hierro con sales de magnesio, aluminio y potasio extraídos en la provincia de Verona.

### Relación con el viridián

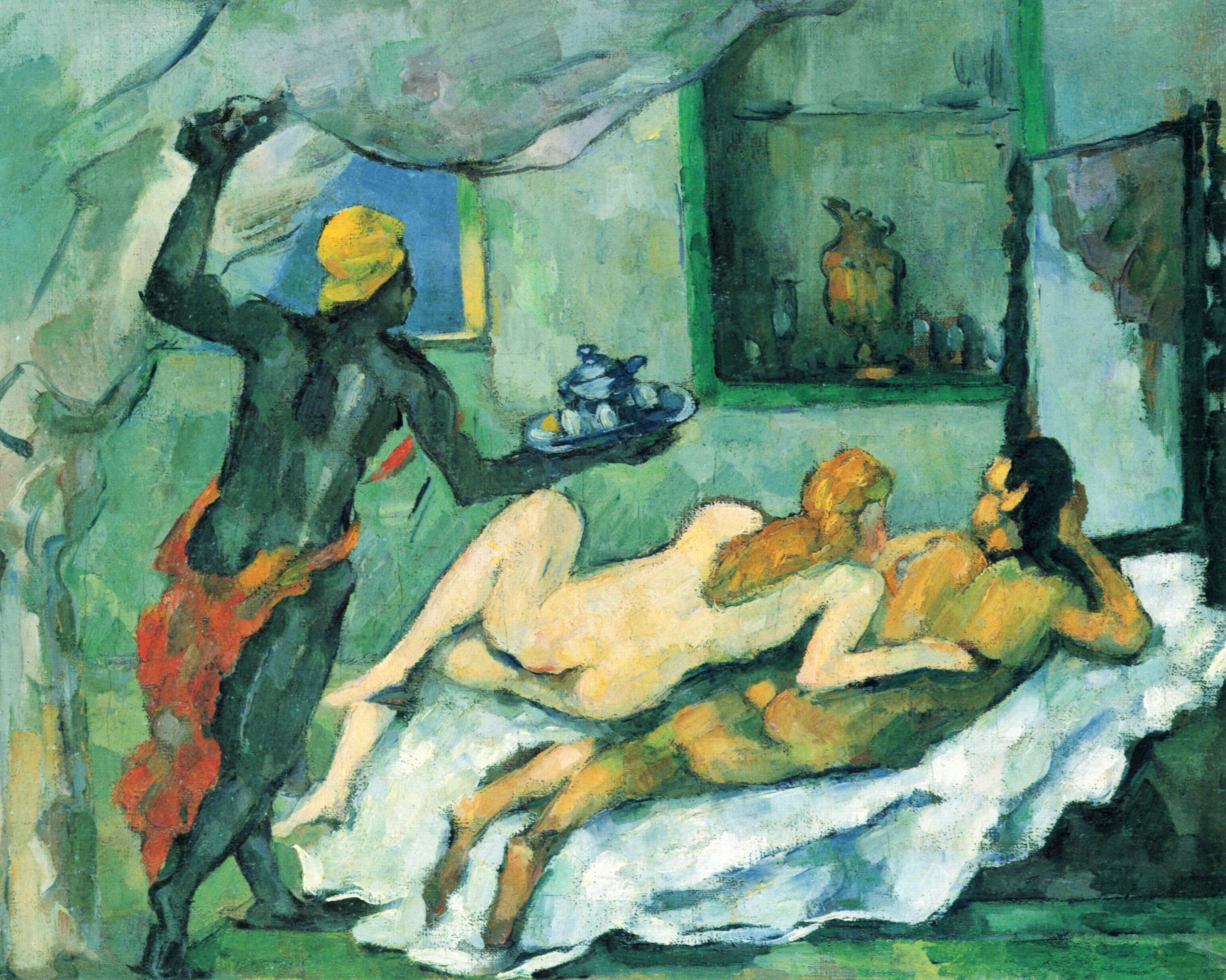
Tarde en Nápoles, óleo de Paul Cézanne de 1876–1877. Este pintor utilizaba frecuentemente los verdes azulados, como el verde Veronés.

Hacia la segunda mitad del siglo XIX, en Inglaterra se comenzó a llamar «verde Veronés» (Veronese green) al viridián, que es similar en color, pero no en composición, ya que es un pigmento de óxido de cromo o una imitación a base de clorina y ftalocianina de cobre.

### Verde veronés
Verde veronés es una designación de la imitación del verde de Schweinfurt auténtico, elaborada con ingredientes sintéticos más modernos. Suele componerse de verde de ftalocianina, amarillo monoazoico y cargas minerales. Al igual que el verde de Hooker sintético figura como pigmento PG36 PY3.